# Gilletiodendron kisantuense
Gilletiodendron kisantuense là một loài thực vật có hoa trong họ Đậu. Loài này được (De Wild.) J.Leonard miêu tả khoa học đầu tiên.